# Clouseau na stopě
Komisař Clouseau na stopě aneb Výstřel v temnotě (A Shot in the Dark) je britsko-americká barevná komedie z roku 1964, kterou v Panavisionu natočil Blake Edwards. Jedná se o druhý díl filmové série Růžový panter, v němž si Peter Sellers zopakoval svou roli inspektora francouzské Sûreté Jacquese Clouseaua.
Clouseauova popletená osobnost se nezměnila, ale právě v tomto filmu mu Sellers začal dávat svérázně přehnaný francouzský přízvuk, který se později stal charakteristickým znakem této postavy. Ve filmu se také poprvé objevuje Herbert Lom jako jeho dlouholetý šéf, komisař Dreyfus, a Burt Kwouk jako jeho neústupný sluha Cato a André Maranne jako François, kteří se později stali pravidelnými herci seriálu. Elke Sommerová ztvárnila podezřelou z vraždy Marii Gambrelliovou. Postava Gambrelliové se vrátí ve filmu Syn Růžového pantera (1993), tentokrát v podání Claudie Cardinale, která se objevila jako princezna Dala ve filmu Růžový panter (1963). Graham Stark, který ztvárnil policistu Hercula Lajoye, si tuto roli zopakuje o osmnáct let později, ve filmu Stopa růžového pantera (1982).
Ve filmu původně nefiguroval Clouseau, ale jednalo se o adaptaci divadelní hry Harryho Kurnitze, která byla upravena podle francouzské hry L'Idiote od Marcela Acharda. Film byl uveden do kin pouhý rok po prvním Clouseauově filmu Růžový panter.

## Obsah filmu
V noci se ve služebních prostorách velkého domu pohybuje několik mužů a žen: potají lezou nahoru a dolů, vstupují do místností a zase je opouštějí, skrývají se a špehují jeden druhého. Pak se ozvou výstřely.
Jedná se o venkovské sídlo milionáře Benjamina Ballona (George Sanders) a inspektor Clouseau (Peter Sellers) ze Sûreté, francouzské státní policie, je tam povolán, aby vyšetřil vraždu šoféra Miguela Ostose, který měl poměr s jednou ze služebných, Marií Gambrelliovou (Elke Sommerová), a poté, co se s ním rozešla, ji napadl v její ložnici. Miguel tam byl zastřelen a Maria byla nalezena s kouřící pistolí v ruce, ale tvrdí, že neví, jak se tam dostala, protože tvrdí, že byla omráčena. Všechny důkazy ukazují na Marii jako na vraha, ale Clouseau je přesvědčen o její nevině, protože ho okamžitě přitahuje. Komisař Dreyfus (Herbert Lom) si uvědomí, že Clouseau byl nedopatřením přidělen k závažnému případu, a nechá ho odvolat a osobně se ujme vyšetřování.
Sklíčený Clouseau se vrací domů. Brzy ráno ho probudí zjevný pokus o atentát, který na něj spáchal čínský vrah. Když zazvoní telefon, boj na život a na smrt ustane a vyjde najevo, že útočníkem je jeho sluha Cato (Burt Kwouk). Aby si Clouseau udržel bystré smysly, pověřil Cata, aby na něj zaútočil, když to bude nejméně čekat. Inspektor je znovu nasazen na Ballonův případ a okamžitě nařídí propuštění Marie Gambrelliové z vězení, protože je přesvědčen, že kryje skutečného vraha, o němž Clouseau tuší, že je jím sám Ballon.
Následuje série dalších vražd Ballonových zaměstnanců. Důkazy pokaždé ukazují na Marii, která je neustále zatýkána, aby ji Clouseau opět propustil, přestože proti ní vzrůstá počet obvinění z vraždy. Clouseauovo počínání přivádí Sûreté do rozpaků v tisku, ale komisař Dreyfus ho nemůže z případu odvolat, protože Ballon uplatnil politický vliv, aby byl neortodoxní a zdánlivě neschopný detektiv k vyšetřování přidělen. Zatímco Clouseau případ stále zpackává, komisař Dreyfus se stále více rozčiluje a nervově se zhroutí, což ho přivede do stavu psychotického blouznění. Pronásleduje Clouseaua, aby ho zavraždil, ale místo toho omylem zabije řadu nevinných kolemjdoucích a případu dodá další proslulost.
Když Clouseau konfrontuje Ballonovu domácnost ve snaze přimět vraha, aby se odhalil, vyjde najevo, že se na vraždách podíleli všichni každý z nich zabil alespoň jednu z předchozích obětí kvůli zločinům v afektu a/nebo následným pokusům o vydírání – s výjimkou Marie, která je nevinná. Ballon nakonec odhalí, že se jeho žena pokoušela Marii zastřelit v domnění, že je přistihne při milostném poměru, ale Miguela zastřelila omylem. Ballon se v době střelby schovával ve skříni, kde Marii omráčil klikou od dveří skříně a následně jí dal do ruky zbraň, aby svou ženu ochránil. Když se mezi zaměstnavateli a personálem strhne hromadná hádka, je vypnuto světlo (na čemž se Clouseau domluvil se svým asistentem) a viníci využijí příležitosti, naskládají se do Clouseauova auta a utečou. Všichni jsou zabiti, když auto zničí bomba, kterou nastražil komisař Dreyfus při dalším pokusu zabít Clouseaua. Když je svědkem tohoto výsledku, Dreyfus se změní ve zvířecí zuřivost a je odveden Clouseauovým asistentem.
Nakonec Clouseau a Maria oslaví očištění svého jména dlouhým a vášnivým polibkem - který je rychle přerušen dalším zákeřným útokem Cata.

## Výroba
Sellers měl hrát v adaptaci broadwayského hitu Harryho Kurnitze ještě před uvedením a úspěchem Růžového pantera, ale nebyl spokojen se scénářem Aleca Coppela a Normana Krasny. Walter Mirisch oslovil Blakea Edwardse a požádal ho, aby po Anatolu Litvakovi převzal režii snímku A Shot in the Dark. Edwards nejprve odmítl, ale nakonec pod nátlakem ustoupil pod podmínkou, že bude moci přepsat scénář a nahradit hlavní postavu inspektorem Clouseauem a choreografovat komické scény za pochodu, jak to úspěšně udělali se Sellersem u jejich předchozího filmu. Vztahy mezi Edwardsem a Sellersem se zhoršily natolik, že si na závěr filmu slíbili, že už spolu nikdy nebudou pracovat. Nakonec se usmířili a o čtyři roky později úspěšně spolupracovali na filmu The Party a v 70. letech na dalších třech filmech o Růžovém panterovi.
Stejně jako většina ostatních filmů s Clouseauem obsahuje i Výstřel ve tmě animovanou úvodní titulkovou sekvenci, kterou vytvořila společnost DePatie-Freleng Enterprises s využitím animované verze inspektora Clouseaua. Tento film a Inspektor Clouseau jsou jediné filmy s Clouseauem, v jejichž úvodních titulcích se neobjevuje postava Růžového pantera. Znělka Henryho Manciniho k tomuto filmu slouží jako úvodní znělka a doprovodná hudba v krátkých kreslených filmech The Inspector, které společnost DePatie-Freleng natáčela v letech 1965 až 1969.
Titulní píseň "The Shadows of Paris" napsal Henry Mancini. Zpěvačka není uvedena, ale dobové obchodní zprávy potvrzují, že to byla Gina Carroll, umělkyně z nahrávací společnosti Decca Records.

## Přijetí
Bosley Crowther z The New York Times napsal: "Je to šílené, ale úžasná obratnost a věčně podepřená důstojnost, s níž pan Sellers hraje svou roli, činí to, co by mohlo být rychle monotónní, příjemným až do konce." Variety napsalo: "Zbývá posoudit moudrost promítání druhého vystoupení tohoto k popukání neschopného detektiva tak brzy po stále ještě aktuálním premiérovém uvedení 'Pantera', protože část spontánní novosti se možná vyčerpala, ale smíchu je stále dostatek díky nápaditým kouskům a několika úderným břišním proporcím." Philip K. Scheuer z Los Angeles Times napsal, že film "je samá variace na padání a bouchání .... Nebudu říkat 'ad nauseum', protože Sellers je chytrý komik a nikdy to není tak bolestivé, aby to bolelo. Ale co je moc, to je moc." Richard L. Coe z deníku The Washington Post film označil za "snaživou komedii" a dodal: "Hlášky jsou sice jasné a někdy i modré, ale skutečnou zábavu přinášejí vtípky z pohledu, což je stará, i když opomíjená filmová ingredience." Monthly Film Bulletin napsal: "Tam, kde měl Růžový panter styl a jistou jemnost, může jeho nástupce ... nahradit jen slapsticky nejhrubšího zrna. Sellers je tentokrát v roli nemotorného inspektora naprosto mimo, jeho hlavním - a donekonečna opakovaným - gagem je pád s hlasitým šplouchnutím do velkého množství vody." John McCarten z The New Yorker napsal: "'Výstřel ve tmě' v broadwayské podobě byl průměrnou komedií, ale Blake Edwards, který film režíroval a spolupracoval na scénáři s Williamem Peterem Blattym, měl dost rozumu na to, aby vyhodil základní zásoby z okna a nechal pana Sellerse řádit...". Celkově nesmírně veselé."
Film patřil v roce 1965 mezi 13 nejoblíbenějších filmů ve Velké Británii.
Film byl dobře přijat kritikou. K listopadu 2018 má na agregátoru recenzí Rotten Tomatoes 94 % příznivých hodnocení z 31 započítaných recenzí. Průměrné hodnocení udělené kritiky je 8 z 10. Shoda kritiků zní: "Film je velmi dobrý: "Výstřel ve tmě je často považován za nejlepší z pokračování Růžového pantera a Peter Sellers zde podává špičkový výkon, díky němuž je slapstickové šaškování nezapomenutelné."